# Cirkonijev dioksid
Cirkonijev dioksid (ZrO2) je bel kristalni oksid cirkonija. Njegova najbolj naravna oblika, z monoklinsko kristalno strukturo, je redek mineral badelejit. Visoko temperaturno kubično kristalno obliko redko najdemo v naravi kot mineral tazheranit (Zr, Ti, Ca)O2 (in dvomljiv mineral arkelit). Ta oblika, imenovana tudi kubični cirkonij, je sintetizirana v različnih barvah za uporabo kot žlahtni kamen in imitacija diamanta.

## Tehnične lastnosti
Cirkonijev dioksid je eden izmed najbolj raziskanih keramičnih materialov. Čist ZrO2 ima monoklinsko kristalno strukturo pri sobni temperaturi in prehaja v tetragonalno in kubično pri višjih temperaturah. Obseg širitve, ki je vzrok preoblikovanja iz kubične v tetragonalno in v monokliskno obliko, povzroči zelo velik pritisk, zaradi katerega čisti ZrO2 poči pri hlajenju iz visokih temperatur. Več različnih oksidov se dodaja cirkoniju za stabilizacijo tetragonalne in/ali kubične faze: magnezijev oksid (MgO), itrijev oksid (Y2O3), kalcijev oksid (CaO), cerijev (III) oksid (Ce2O3) itd. 
Cirkonij je zelo uporaben v stabilnem stanju. V nekaterih primerih je lahko tetragonalna faza metastabilna. Če je prisotna zadostna količina metastabilne tetragonalne faze, se lahko uporabi stres, ki se poveča s koncentracijo napetosti na meji poka, za pretvorbo tetragonalne faze v monoklinsko, s povezavo s širitvijo obsega. Ta faza preoblikovanja lahko nato povroči stiskanje razpoke, zavira njeno rast ter krepi trdnost. Ta mehanizem je znan kot trdnostno preoblikovanje in znatno povečuje zanesljivost in življenjsko dobo proizvodov, narejenih iz stabilnega cirkonija.
Trdnost ZrO2 je odvisna od faze (kubične, tetragonalne, monoklinske ali amorfne) in metode priprave, z značilnimi ocenami 5–7 (eV). Poseben primer cirkonija je tetragonalni cirkonijev polikristal (TZP), sestavljen samo iz metastabilnih tetragonalnih faz. 

## Uporaba
Kubična faza cirkonija ima zelo nizko toplotno prevodnost, kar je privedlo do njegove uporabe za toplotno izolacijo ali TBC v reaktivnih in dizelskih motorjih, kjer omogoča delovanje pri višjih temperaturah. Termodinamično višja je temperatura delovanja motorja, večja je njegova učinkovitost. Od leta 2004 je v teku veliko raziskav za izboljšanje kakovosti in trajnosti teh premazov.
Uporablja se kot negorljivi material pri izolaciji, abrazivih, emajlih in glazurah keramike. Stabiliziran cirkonij se uporablja v senzorjih za kisik in membranah gorivnih celic, saj ima sposobnost, da omogoči svobodno gibanje kisikovih ionov skozi kristalno strukturo pri visokih temperaturah. Zaradi visoke ionske prevodnosti (in nizke elektronske prevodnosti) je eden od najbolj uporabnih elektrokeramik.
Ta material se uporablja tudi pri izdelavi temeljev za izgradnjo zobne rekonstrukcije, kot so krone in mostovi, ki so potem oplaščeni s konvencionalnim glinenčevim porcelanom. Cirkonijev dioksid se lahko pojavi v obliki belega praška, ki ima tako kisle kot tudi bazične lastnosti. Zaradi svoje briljantne svetilnosti med žarenjem žari so ga uporabljali kot sestavino v palicah za žaromete. Cirkonij je prav tako pomemben dielektrični material z visoko vrednostko konstante κ, ki ga preiskujejo zaradi potencialne aplikacije kot izolator v tranzistorjih v prihodnjih nanoelektričnih napravah. 

## Imitacija diamanta
Posamični kristali kubične faze cirkonija se pogosto uporabljajo kot imitacija diamanta v nakitu. Kot diamant ima kubični cirkonij kubično kristalno strukturo in visok indeks refrakcije. Vizualno razlikovanje dobre kakovosti kubičnega cirkonijevega dragulja in diamanta je težko. Večina zlatarjev ima tester za toplotno prevodnost za prepoznavanje kubičnega cirkonija, saj je ta nizko toplotno prevodnem (diamant je zelo dober toplotni prevodnik). To stanje cirkonija, ki ga zlatarji običajno imenujejo "kubični cirkonij", "CZ," ali "cirkon", vendar slednje poimenovanje ni kemično natančno. Cirkon je pravzaprav ime za naravni mineral cirkonijevega silikata (ZrSiO4).